# Bobonong
Bobonong är en ort i Botswana.   Den ligger i distriktet Central, i den östra delen av landet, 400 km nordost om huvudstaden Gaborone. Bobonong ligger 687 meter över havet och antalet invånare är 17 720.
Terrängen runt Bobonong är huvudsakligen platt. Bobonong ligger nere i en dal. Bobonong är det största samhället i trakten. 
Omgivningarna runt Bobonong är i huvudsak ett öppet busklandskap. Runt Bobonong är det mycket glesbefolkat, med 6 invånare per kvadratkilometer.